# لوئیز هانتینگتون
لوئیز هانتینگتون (انگلیسی: Louise Huntington; ۱ نوامبر ۱۹۰۴ – ۲ ژوئن ۱۹۹۷) بازیگر تئاتر و بازیگر سینما اهل ایالات متحده آمریکا بود.
از فیلم‌ها یا برنامه‌های تلویزیونی که وی در آن نقش داشته‌است می‌توان به وایکینگ اشاره کرد.